# Thermograph

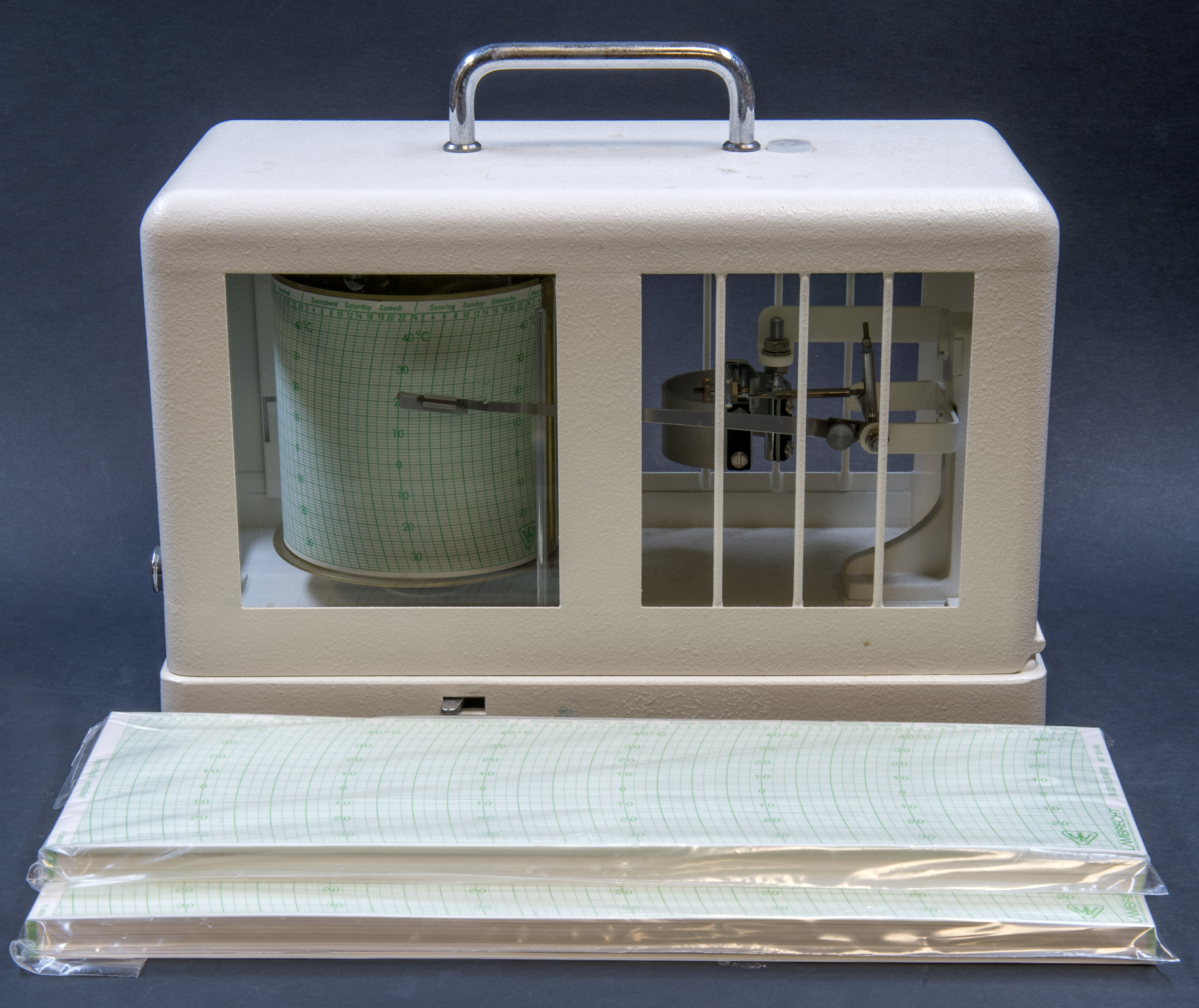
Thermograph

Ein Thermograph (von altgriechisch: θερμός thermós „warm, heiß“ und γράφειν gráphein „schreiben“) ist ein Messgerät zur Erfassung und Aufzeichnung der Temperatur in einem kontinuierlichen, zeitlichen Verlauf. Es handelt sich daher um ein registrierendes Thermometer, das über sein spezifisches Eingangsmessverfahren einen Schreibarm steuert. Dieser wiederum hat an seiner Spitze einen Schreibaufsatz, mit welchem er den Verlauf der Temperatur auf eine rotierende Papiertrommel überträgt und somit grafisch darstellt. Die Zeitspanne der Registrierung wird durch die Rotationsgeschwindigkeit der Papiertrommel bestimmt.
In der Meteorologie wird mit Thermographen die Lufttemperatur erfasst, wobei in Wetterstationen Thermographen in der Regel zusammen mit Hygrographen in einem Messgerät realisiert werden, was man in der Folge als Thermohygrograph bezeichnet. 